# Carl Friedrich Goerdeler
Carl Georg Goerdeler (Schneidemühl, 31 juli 1884 - Berlijn, 2 februari 1945) was een Duits politicus en verzetsstrijder, die betrokken was bij het Complot van 20 juli 1944.

## Biografie

### Achtergrond, opleiding en vroege carrière
Carl Georg Goerdeler stamde uit een Pruisische ambtenarenfamilie. Hij was de zoon van Dr. Julius Goerdeler, rechter en Adelheid Roloff. Hij studeerde net als zijn drie broers rechten (1902 tot 1905, te Tübingen en Königsberg). Tijdens zijn studie was hij lid van de Turnerschaft Eberhardina Tübingen ("Turnvereniging Eberhardina Tübingen"). In 1911 sloot hij zijn opleiding te Göttingen af met een Assessorexamen (ambtenarenexamen).
Carl Georg Goerdeler trad in 1911 in het huwelijk met Anneliese Ullrich, de dochter van een arts. Het echtpaar kreeg twee dochters en drie zonen.
Goerdeler werd in 1912 wethouder van Solingen. Tijdens de Eerste Wereldoorlog diende hij als officier en wetgevingsexpert in het door Duitsland bezette Wit-Rusland. Na de Eerste Wereldoorlog, in 1920, werd hij lid van de conservatieve Deutschnationale Volkspartei (DNVP, Duitse Nationale Volkspartij). Hij was democratischer dan zijn medepartijgenoten, ofschoon hij altijd een deftige conservatieve monarchist bleef.
Tijdens het interbellum hield hij zich als politicus veel bezig met economische vraagstukken. Hij had een conservatieve kijk op de economie en aanvankelijk had hij een zekere sympathie voor de economische plannen van de NSDAP. Hij raakte echter al snel teleurgesteld in de nazi's en verliet in 1931 de DNVP toen deze partij met de NSDAP ging samenwerken.

### Burgemeester en tegenstander van de nazi's
Van 1920 tot 1930 was hij tweede burgemeester (Zweite Bürgermeister) van Königsberg en sinds 23 mei 1930 was hij burgemeester (Oberbürgermeister) van Leipzig. Zijn vriend, Rijkskanselier Heinrich Brüning, benoemde Goerdeler in 1931 tot prijzencommissaris, hetgeen hij tot 1932 bleef. Ondanks dat hij geen lid was van de NSDAP, kon hij als Oberbürgermeister van Leipzig aanblijven. In 1934 werd hij opnieuw benoemd tot prijzencommissaris. Wegens zijn kritiek op het economische beleid (autarkie) van de nazi's, werd hij in 1935 als prijzencommissaris ontslagen. Inmiddels groeide zijn kritiek op de nazi's uit tot regelrechte oppositie. Hij keerde zich niet alleen tegen het economische beleid van de Hitler-regering, maar ook tegen de kerken- en rassenpolitiek van de nazi's. Hij nam als Oberbürgermeister van Leipzig Joodse zakenlieden in zijn stad in bescherming tegen de nazi's.
In november 1936, toen Goerdeler in het buitenland was, vernielden de nazi's het standbeeld van de Duits-Joodse componist Felix Mendelssohn in Leipzig. Goerdeler was woedend en probeerde het standbeeld te laten herbouwen. De nazi's stonden dit echter niet toe. Uit protest stelde hij zich niet meer kandidaat voor de burgemeestersverkiezingen van 1937.
Tussen 1937 en 1939 reisde hij veel naar het buitenland als vertegenwoordiger van het bedrijf Bosch. Hij bezocht Groot-Brittannië, Frankrijk, de Verenigde Staten en Canada. Hij sprak met politici, journalisten en industriëlen en waarschuwde voor de agressieve buitenlandpolitiek van de nazi's. Hij sprak ook met Winston Churchill en Robert Vansittart, bij wie hij een luisterend oor vond. Ofschoon een tegenstander van de buitenlandpolitiek van Hitler, eiste hij tijdens zijn gesprekken met buitenlandse vrienden de teruggave van bepaalde na de Eerste Wereldoorlog verloren gegane gebieden aan Duitsland, waaronder de Poolse Corridor, Memelland en de vrije stad Danzig, alsook de voormalige Duitse koloniën.
In 1938 verkreeg Duitsland krachtens het Verdrag van München Sudetenland van Tsjecho-Slowakije. Goerdeler - ofschoon hij niet afwijzend stond tegenover de annexatie van Sudetenland - schreef teleurgesteld aan een Amerikaanse vriend dat de ontevredenheid onder de generale staf over Hitlers bewind dankzij de annexatie van Sudetenland was verdwenen. De kans op een putsch - die reëel was - was (voorlopig) verkeken.
Carl Goerdeler verzamelde nadien enkele conservatieve politici, militairen en industriëlen om zich heen. Onder hen bevonden zich de diplomaat Ulrich von Hassell, generaal Ludwig Beck en de voormalige minister van Financiën van Pruisen Johannes Popitz. Samen met Popitz schreef hij een voorlopige grondwet voor het Duitsland na Hitler (Vorläufiges Staatsgesetz). In het nieuwe Duitsland moest volgens Goerdeler een sterke uitvoerende macht bestaan (het liefst onder een keizer, anders onder een staatspresident), de autonomie van de deelstaten moest worden hersteld en de Rijksdag moest bestaan uit vertegenwoordigers van de kerken en beroepsgroepen. Al met al zag het Duitsland van Goerdeler er niet echt democratisch uit.
Dankzij contacten met zijn vriend ds. Dietrich Bonhoeffer, was hij in staat om een aantal hoogleraren aan de Universiteit van Freiburg, zoals Adolf Lampe, Erich Wolff, Walter Eucken, Constantin von Dietze en Gerhard Ritter ("Freiburger Cirkel") bij zijn verzetsgroep te betrekken.
Goerdeler onderhield gedurende de Tweede Wereldoorlog ook contacten met sociaaldemocraten, zoals Wilhelm Leuschner en vakbondsbestuurders, zoals Jakob Kaiser.
Luitenant-generaal Henning von Tresckow en Beck vroegen Goerdeler om na de omverwerping van het naziregime regeringsleider (kanselier) te worden. Goerdeler was bereid de post van regeringsleider in een anti-naziregering te worden. Generaal Beck zou in dat geval rijksbestuurder (= staatshoofd) worden.
Anders dan de Kreisauer Kreis ("Kring van Kreisau"), een verzetsbeweging die er christelijk-socialistische denkbeelden op na hield, waren Goerdeler en zijn medestanders voorstander van het laissez-faire kapitalisme (ongebreideld kapitalisme). In 1943 schreef hij brieven aan Duitse generaals waarin hij hen opriep om Hitler af te zetten. Goerdeler wilde dat Hitler voor de rechter verscheen om verantwoording af te leggen. Hij was een tegenstander van een moordaanslag op Hitler. Overigens vond hij het niet bezwaarlijk als Hitler tijdens een rechtszaak ter dood zou worden veroordeeld. Sommige leden van de Kreisauer Kreis hadden kritiek op Goerdelers verzet tegen een moordaanslag en zij ergerden zich ook aan Goerdelers plannen om de monarchie opnieuw in te voeren. Goerdelers anticommunisme zagen zij als een sta-in-de-weg.

### Arrestatie en berechting

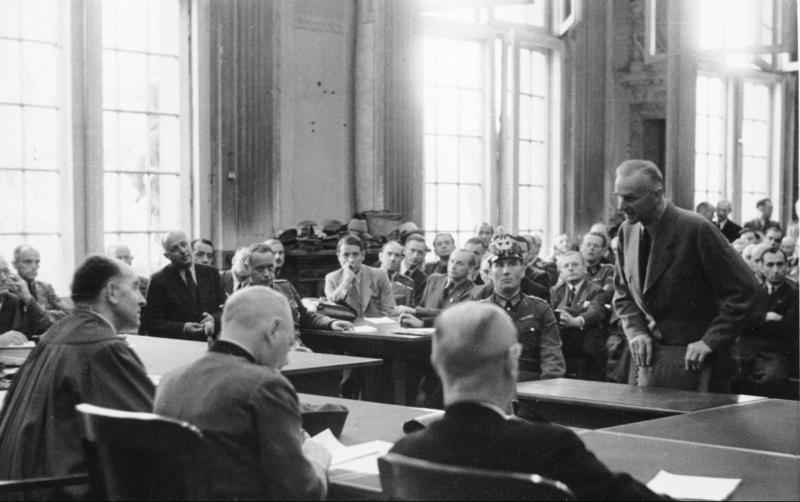
Goerdeler in de rechtbank.

Op 20 juli 1944 pleegde kolonel Claus Schenk Graf von Stauffenberg een mislukte aanslag op Hitler. Op 25 juli 1944, toen men er achter was gekomen dat de samenzweerders Goerdeler tot kanselier zouden hebben benoemd als de coup zou zijn geslaagd, vaardigde de Gestapo een arrestatiebevel uit. Goerdeler was echter nergens te vinden en de Gestapo plaatste een beloning van 1 miljoen rijksmark op zijn hoofd.
Op 20 juli had Goerdeler Berlijn verlaten en hij zwierf van het ene naar het andere onderduikadres. Op 25 juli keerde hij naar Berlijn terug en leefde ondergedoken bij vrienden. Omdat hij wist dat hij zijn vrienden in gevaar bracht, vertrok hij op 8 augustus met een rugzak uit Berlijn om zijn geboortehuis in West-Pruisen te bezoeken. Op 10 augustus bereikte hij Mariënburg en bracht de nacht door op het station. De dagen hierna zwierf hij door zijn geboortestreek. Op 12 augustus werd hij in een herberg door een vrouw herkend. Hij werd door de Gestapo gearresteerd toen hij de bossen probeerde in te vluchten.
Op 9 september 1944 werd Goerdeler door het Volksgerichtshof (Volksgerechtshof) ter dood veroordeeld. Zijn straf werd echter niet direct voltrokken. Men probeerde nog informatie bij hem los te krijgen. Hij werd door de Gestapo ondervraagd en gemarteld in de gevangenis Plötzensee. Om tijd te rekken stelde hij lange en ingewikkelde (en, naar bleek, voor de Gestapo nutteloze) verklaringen op. Hij hoopte, nu de geallieerde overwinning nog korte tijd op zich liet wachten, voldoende tijd te winnen en de oorlog te overleven. Om tijd te winnen verbeterde hij in opdracht van enkele "intellectuelen" van de Gestapo, de administratie van de gevangenis.
Op 2 februari 1945 werd de zestigjarige Carl Friedrich Goerdeler op aandrang van de rijksminister van Justitie, Otto Georg Thierack, op de binnenplaats van de gevangenis Plötzensee opgehangen.

## Trivia
- De vrouw die Goerdeler in de herberg herkende kreeg van Hitler persoonlijk de beloning van 1 miljoen rijksmark overhandigd. Later zou de vrouw veel spijt krijgen van de 'fout' die zij had gemaakt en raakte het geld nauwelijks aan[5].
- In Leipzig is een deel van de stadsringweg, de Goerdelerring naar Goerdeler vernoemd.
- In heel Duitsland zijn diverse straten naar Goerdeler vernoemd.
- Sinds 1999 bestaat de Carl Goerdelerpreis für kommunalwissenschaft, die wordt uitgereikt aan gemeentepolitici.
- In Duitsland bestaat de Carl und Anneliese Goerdeler-Stiftung.

## Verwijzingen
1. 1 2  Biographie: Carl Friedrich Goerdeler, 1884-1945. Gearchiveerd op 11 juli 2014.
2. 1 2 3 4 5  idem
3. ↑  Bibliotheek van de Tweede Wereldoorlog, afl. De Aanslag op Hitler. Het komplot van 20 juli 1944, door: Roger Manvell (1995), blz. 24
4. ↑  Rothfels, Hans The German Opposition To Hitler, London: Oswald Wolff, 1961 blzn. 60-61
5. 1 2  Bibliotheek van de Tweede Wereldoorlog, afl. De Aanslag op Hitler. Het komplot van 20 juli 1944, door: Roger Manvell (1995), blz. 136
6. ↑  Bibliotheek van de Tweede Wereldoorlog, afl. De Aanslag op Hitler. Het komplot van 20 juli 1944, door: Roger Manvell (1995), blz. 143

- Bibsys: 90174175
- Bibliothèque nationale de France: cb12652636n (data)
- CiNii: DA09690699
- Gemeinsame Normdatei: 118695797
- International Standard Name Identifier: 0000 0001 1947 5805
- Library of Congress Control Number: n90697719
- Nationale Bibliotheek van Tsjechië: jx20050830003
- Nationale Bibliotheek van Israël: 987007261860005171
- Nationale en Universitaire bibliotheek Zagreb: 000124986
- Nederlandse Thesaurus van Auteursnamen: 074583255
- Réseau des bibliothèques de Suisse occidentale: 02-A012847746
- LIBRIS: 56312
- SNAC: w6sj2ws9
- Système universitaire de documentation: 075058790
- Virtual International Authority File: 102148995797459751053